# 費爾維尤 (愛達荷州特溫福爾斯縣)
費爾維尤（英語：Fairview）是位於美國愛達荷州特溫福爾斯縣的一個非建制地區。該地的面積和人口皆未知。

## 地理
費爾維尤的座標為42°32′06″N 114°47′24″W / 42.53500°N 114.79000°W，而該地的平均海拔高度為1194米（即3917英尺）。